# Херман фон Зафенберг
Херман фон Зафенберг (на немски: Hermann von Saffenberg; * пр. 1134; † 1172) от фамилията Зафенберг/Зафенбург, е граф на Зафенберг и господар на замък Мюленарк в Северен Рейн-Вестфалия.

## Произход
Фамилията Зафенберг е през 11 и 12 век влиятелен благороднически род в Рейнланд. Фамилията Зафенберг произлиза от последните графове от род Берг в каролингския Келдахгау. Замъкът Зафенбург се намира в Майшос в Артал.
Херман е син на Адолф II фон Зафенберг († 1152), граф в Родгау, и съпругата му Маргарета фон Шварценбург († сл. 1134), дъщеря на Енгелберт фон Шварценбург († сл. 1125) и съпругата му фон Мюленарк. Брат е на граф Адалберт фон Зафенберг-Бон-Норвених († сл. 1149), Адолф фон Зафенберг († сл. 1116), и на Матилда фон Зафенберг († 1145/1146), омъжена 1135/1136 г. за херцог Хайнрих II фон Лимбург († 1167).

## Фамилия
Херман фон Зафенберг се жени за Агнес София фон Мюленарк (* ок. 1134; † ок. 1154), дъщеря на Герхард фон Мюленарк († сл. 1145). Те имат две дъщери:
- Агнес фон Зафенберг/Зафенбург († 21 или 22 април 1200), омъжена пр. 1173 г. за граф Хайнрих II фон Сайн († 1201/1202)
- дъщеря фон Зафенберг/Мюленарк, омъжена за Конрад фон Дист, господар на Мюленарк († сл. 1216), син на Герхард фон Дист († сл. 1193).

## Галерия
- Останки от замък Зафенбург на планината
- Замък Зафенбург (2015)
- Замък Мюленарк